# صوت صامت
صوت صامت (باليابانية: 聲の形) فيلم أنمي ياباني من إنتاج ستديو كيوتو أنيميشن، واخراج ناوكو يامادا. وهو مقتبس من مانغا تحمل نفس العنوان للمانغاكا يوشيتوكي أويما. عرض الفيلم لأول مرة في 17 أيلول 2016 في اليابان.

## القصة
تدور احداث القصة بين الفتى المشاغب (إيشيدا شويا) والفتاة الصماء (نيشيما شوكو) التي انتقلت إلى صفه في المرحلة الابتدائية. وعندما تنتقل (شوكو) إلى صفها الجديد يقوم (شويا) والجميع في الصف بالتنمر عليها ومضايقتها لانها صماء. تقدم والدة (شوكو) شكوى إلى المدير ونقلت ابنتها إلى مدرسة أخرى. اراد المدير معرفة المتسبب في ذلك فوشى جميع طلاب الصف بالفتى (شويا). مما أدى إلى وقوع خلاف بين شويا وزملائه فاصبح هو من يتعرض للتنمر والمضايقة. وأصبح وحيدا لا أحد يتحدث معه.

## الشخصيات
- شويا ايشدا (باليابانية: 石田将也)

مؤدي الصوت: ميو إيرينو.
- شوكو نيشيميا (باليابانية: 西宮硝子)

مؤدي الصوت: ساوري هايامي.
- يوزورا نيشيميا (باليابانية: 西宮結絃)

مؤدي الصوت: أوي يوكي.
- توموهيرو ناغاتسوكا (باليابانية: 永束友宏)

مؤدي الصوت: كينشو أونو.
- ميوكو ساهارا (باليابانية: 佐原みよこ)

مؤدي الصوت: يوي إيشيكاوا.
- ميكي كاواي (باليابانية: 川井みき)

مؤدي الصوت: ميغومي هان.
- ساتوشي ماشيبا (باليابانية: 真柴智)

مؤدي الصوت: توشيوكي تويوناغا.

## العاملون على الفيلم
- إخراج: ناوكو يامادا
- كتابة النصوص: ريكو يوشيدا
- مصممة الشخصيات: فوتوشي نيشيا

## وصلات خارجية
صوت صامت على موقع IMDb (الإنجليزية)
- صوت صامت على موقع ميتاكريتيك (الإنجليزية)
- صوت صامت على موقع روتن توميتوز (الإنجليزية)
- صوت صامت على موقع نتفليكس (الإنجليزية)
- صوت صامت على موقع ألو سيني (الفرنسية)
- صوت صامت على موقع فيلمافينيتي (الإسبانية)
- صوت صامت على موقع قاعدة بيانات الفيلم (الإنجليزية)
- صوت صامت على موقع ليتربوكسد (الإنجليزية)
- صوت صامت على موقع كينوبويسك (الروسية)
- صوت صامت على موقع ANN anime (الإنجليزية)